# تسرتلی ۱۸۲۸۴
سیارک ۱۸۲۸۴ (به انگلیسی: 18284 Tsereteli، نامگذاری:1970PU) هجده هزار و دویست و هشتاد و چهارمین سیارک کشف شده‌است که در ۱۰ اوت ۱۹۷۰ کشف شد.